# Sheng Lihao
Dans ce nom chinois, le nom de famille, Sheng, précède le nom personnel.
Pour les articles homonymes, voir Sheng.
Sheng Lihao (en chinois : 盛李豪), né le 4 décembre 2004 à Zhangjiagang, est un tireur sportif chinois à la carabine, médaille d'argent à 16 ans lors des Jeux olympiques d'été de 2020, puis champion olympique en 2024 à la carabine à 10 m air comprimé en individuel et en mixte.

## Carrière
En 2019, Sheng participe aux championnats d'Asie junior à Doha où il finit troisième sur l'épreuve de tir à la carabine 50 m 3 positions et plus modestement sixième au tir couché.
En 2021, il participe à sa première compétition séniors d'envergure internationale avec les Jeux olympiques de Tokyo en profitant du quota sécurisé par Liu Yukun lors de la saison 2019 de coupe du monde derniers championnats du monde, Sheng l'ayant balayé en finale de qualification préolympique. Le Chinois parvient tout juste à se qualifier pour la finale puis n'est devancé dans l'ultime phase que par l'Américain William Shaner. Dans le tournoi mixte, il est associé à Zhang Yu mais finira onzième au classement, n'accédant pas à la phase finale.
Il participe aux Jeux olympiques 2024. Lors de la première journée de compétition, il est associé à Huang Yuting pour épreuve mixte de carabine à 10 m air comprimé et réalise à eux deux un score de 632.2, premiers des qualifications ; il remporte l'or en battant la paire sud-coréenne par un total de 16 à 12. Le surlendemain, il devient champion olympique de l'épreuve individuelle masculine, toujours en carabine à 10 m air comprimé.

## Palmarès

### Jeux olympiques
- Jeux olympiques d'été de 2020 à Tokyo
  -  Médaillé d'argent en tir à la carabine à 10 m air comprimé
- Jeux olympiques d'été de 2024 à Paris
  -  Médaillé d'or en tir à la carabine à 10 m air comprimé
  -  Médaillé d'or en tir à la carabine à 10 m air comprimé mixte avec Huang Yuting